# Chartreuse Sainte-Anne-au-Désert de Bruges
La chartreuse Sainte-Anne-au-Désert (en néerlandais : Sint-Anna-ter-Woestijne), est un établissement religieux qui abritait autrefois des moniales chartreuses, situé d'abord à Sint-Andries puis à Bruges, en Belgique. Elle est désaffectée depuis 1792.

## Historique
L'établissement est fondée en 1348 par Guillaume Scote, chirurgien,  et son épouse. D’après une charte de 1349, Louis de Male, comte de Flandres, est le protecteur du nouveau couvent et lui fait des donations importantes. La communauté de Bruges est construite à proximité immédiate d’une communauté de moines chartreux, le Val-de-Grâce fondé en 1318. Les moniales sont ainsi placées directement sous la responsabilité et le contrôle des chartreux. La maison est incorporée dans l'ordre des chartreux en 1362. Les six premières religieuses, originaires de la ville de Bruges, viennent de Gosnay. la chartreuse doit son existence aux généreuses donations de la bourgeoisie de la ville.
Pendant le grand schisme d'Occident, les chartreux sont divisés, la communauté de Bruges reste fidèle au pape de Rome, Urbain VI. Elle est prospère au XIVe siècle. Les moniales doivent s’établir hors de la ville de 1380 à 1382 à cause des troubles politiques et la rébellion de la bourgeoisie marchande de Gand contre le comte de Flandres, Louis II de Flandre.
Le XVe siècle est très prospère, aussi bien du point de vue spirituel que matériel. La maison est pillée en 1498 par les troupes de Philippe de Clèves. Les frais de la reconstruction et les impôts de Charles V sont tellement élevés que la maison tombe dans la pauvreté.
Les religieuses doivent quitter la maison en 1566 à cause des guerres de religion. Leur retour en 1567 n'est pas définitif. Comme les religieuses ne se sentaient pas en sécurité à Sint-Andries, elles s’établissent à Bruges en 1580. Peu après, le monastère de Sint-Andries est incendié par les Gueux. En 1613, la nouvelle église est consacrée. Les travaux s’étalent sur tout le XVIIe siècle.
Aux XVIIe et XVIIIe siècles, les moniales peuvent vivre en paix, bien que dans la pauvreté. Le 4 avril 1707, la chartreuse subit un incendie, vite maîtrisé et les dommages ne sont que superficiels. Joseph II élu empereur, dissout toutes les congrégations religieuses. Après son décès en 1790, son successeur, Léopold II, autorise les religieuses à retourner dans leur chartreuse. Seules six moniales, une converse et six sœurs données répondent à l'appel. Le souffle anticlérical de la Révolution française ne connait pas les frontières, et en 1792, la chartreuse est fermée définitivement.

## Prieures
D'aprèsThomas :
- ~1380:  Marie Van Hulem
- 1403-1418 : Marie, fille de Baudoin de Vos
- 1419-1434 : Jeanne, fille de Baudoin de Vos
- 1603-1615 : Catherine Hansmans
- 1615-1632 : Catherine de Clerck
- 1632-1638 : Catherine Hurembaut
- 1638-1657 : Catherine Marquier
- 1657-1674 : Marie Tollemare